# Lista najwyższych budynków w Arabii Saudyjskiej
To jest lista najwyższych budynków w Arabii Saudyjskiej. Najwyższym budynkiem w Arabii Saudyjskiej jest obecnie (stan w roku 2017) 120-kondygnacyjny Makkah Royal Clock Tower – jeden z elementów Abradż al-Bajt, który wznosi się na wysokość 601 metrów. Jest to również trzeci pod względem wysokości budynek na świecie. Budowany od 2013 roku Jeddah Tower będzie miał wysokość ponad 1000 metrów i po ukończeniu stanie się najwyższym budynkiem świata. 

## Lista najwyższych budynków
Poniższa lista przedstawia najwyższe budynki w Arabii Saudyjskiej (o wysokości przynajmniej 200 m) według bazy danych o najwyższych budowlach świata prowadzonej przez Council on Tall Buildings and Urban Habitat (CTBUH) (stan w roku 2022). 
Obecnie (stan w roku 2024), w Arabii Saudyjskiej stoi jeden budynek (Makkah Royal Clock Tower (601)) klasyfikowany jako megawysoki – o wysokości powyżej 600 m oraz dwa klasyfikowane jako super-wysokie – o wysokości powyżej 300 m: Burdż Rafal (308 m) i Kingdom Centre (302). Makkah Royal Clock Tower jest trzecim co do wysokości budynkiem świata. Jeddah Tower – w budowie od 2013 – będzie miał wysokość ponad 1000 metrów i po ukończeniu stanie się najwyższym budynkiem świata. 
| Miejsce | Zdjęcie | Nazwa                          | Miasto    | Wysokość | Kondygnacji | Zbudowano | Użytkowanie  |
| ------- | ------- | ------------------------------ | --------- | -------- | ----------- | --------- | ------------ |
| 1       |         | Makkah Royal Clock Tower       | Mekka     | 601      | 120         | 2012      | Mieszane     |
| 2       |         | Burj Rafal                     | Rijad     | 308      | 68          | 2014      | Mieszane     |
| 3       |         | Kingdom Centre                 | Rijad     | 302      | 41          | 2012      | Mieszane     |
| 4       |         | Abraj Al Bait ZamZam Tower     | Mekka     | 279      | 58          | 2012      | Komercyjne   |
| 5       |         | Abraj Al Bait Hajar Tower      | Mekka     | 276      | 54          | 2012      | Komercyjne   |
| 6       |         | Al Faisalyah Center            | Rijad     | 267      | 30          | 2000      | Komercyjne   |
| 7       |         | GCC Bank Headquarters          | RIjad     | 264      | 53          | 2022      | Komercyjne   |
| 8       |         | Tamkeen Tower                  | Rijad     | 258      | 58          | 2012      | Komercyjne   |
| 9       |         | The Headquarters Business Park | Dżudda    | 236      | 55          | 2015      | Komercyjne   |
| 10      |         | Abraj Al Bait Qibla Tower      | Mekka     | 232      | 61          | 2012      | Rezydencyjne |
| 11      |         | Abraj Al Bait Maqam Tower      | Mekka     | 232      | 61          | 2012      | Rezydencyjne |
| 12      |         | Abraj Al Bait Safa Tower       | Mekka     | 232      | 46          | 2007      | Rezydencyjne |
| 13      |         | Abraj Al Bait Marwah Tower     | Mekka     | 232      | 46          | 2008      | Rezydencyjne |
| 14      |         | Olaya Tower 2                  | Rijad     | 203      | 36          | 2013      | Komercyjne   |
| 15      |         | Dhahran Tower                  | Al-Chubar | 200      | 46          | 2012      | Rezydencyjne |
| 16      |         | Burj DAMAC                     | Rijad     | 200      | 36          | 2016      | Komercyjne   |
| 17      |         | Al Nakheel Tower               | Rijad     | 200      | 26          | 2011      | Komercyjne   |

## Lista najwyższych budynków w budowie
Poniższa lista przedstawia najwyższe budynki w budowie w Arabii Saudyjskiej (o wysokości przynajmniej 200 m) według bazy danych o najwyższych budowlach świata prowadzonej przez Council on Tall Buildings and Urban Habitat (CTBUH) (stan w roku 2017): 
| Miejsce | Nazwa                          | Miasto | Wysokość | Kondygnacji | Ukończenie    |
| ------- | ------------------------------ | ------ | -------- | ----------- | ------------- |
| 1       | Jeddah Tower                   | Dżudda | 1000     | 167         | 2028          |
| 2       | Diamond Tower                  | Dżudda | 532      | 93          | 2019          |
| 3       | Capital Market Authority Tower | Rijad  | 385      | 76          | 2018          |
| 4       | Lamar Tower 1                  | Dżudda | 322      | 77          | 2018          |
| 5       | KAFD World Trade Center        | Rijad  | 304      | 67          | 2017          |
| 6       | Lamar Tower 2                  | Dżudda | 293      | 62          | 2018          |
| 7       | Kempinski Hotel                | Dżudda | 260      | 62          | (brak danych) |
| 8       | Aqua Tower                     | Dżudda | 251      | 59          | 2018          |
| 9       | Sail Tower                     | Dżudda | 240      | 64          | 2018          |
| 10      | Al Majdoul Tower               | Rijad  | 232      | 54          | 2017          |
| 11      | Samba Bank HQ Tower            | Rijad  | 231      | 39          | 2017          |
| 12      | Abraj Kudai T6A and T6B        | Mekka  | 230      | 45          | (brak danych) |
| 13      | Golden Tower                   | Dżudda | 219      | 48          | 2018          |
| 14      | Rafal Living Tower             | Rijad  | 213      | 62          | 2019          |
| 15      | Jabal Omar Hotel Tower 2       | Mekka  | 213      | 50          | 2018          |
| 16      | Jabal Omar Hotel Tower 1       | Mekka  | 213      | 50          | 2018          |
| 17      | Al Rajhi Bank Tower            | Rijad  | 205      | 36          | 2017          |
| 18      | Tadawul Tower                  | Rijad  | 200      | 41          | 2018          |
| 19      | Al-Obeikan Hilton Tower Hotel  | Rijad  | 200      | 35          | 2017          |